# Cephalocera longirostris
Cephalocera longirostris är en tvåvingeart som först beskrevs av Christian Rudolph Wilhelm Wiedemann 1831.  Cephalocera longirostris ingår i släktet Cephalocera och familjen Mydidae. Inga underarter finns listade i Catalogue of Life.